# Argentipilosa
Argentipilosa – rodzaj chrząszczy z rodziny biedronkowatych i podrodziny Coccinellinae, jedyny z monotypowego plemienia Argentipilosini. Obejmuje dwa opisane gatunki. Występują w krainie neotropikalnej.

## Taksonomia
Rodzaj ten wprowadzony został w 1991 roku przez Roberta Gordona i Lúcię Massutti de Almeidę na łamach Revista Brasileira de Entomologia. Nadana mu nazwa oznacza po łacinie „srebrnowłosa”. W tej samej publikacji opisano oba jego gatunki, drugi z wymienionych wyznaczając gatunkiem typowym:
- Argentipilosa martinsi Gordon et Almeida, 1991
- Argentipilosa nigra Gordon et Almeida, 1991

Gordon i Almeida umieścili ten rodzaj w nowym, monotypowym plemieniu Argentipilosini w obrębie Sticholotidinae. Z wyróżniania tejże podrodziny w XXI wieku zrezygnowano na podstawie analiz morfologicznych Stanisława Adama Ślipińskiego oraz licznych późniejszych molekularnych analizy filogenetycznych. Plemię Argentipilosini klasyfikuje się współcześnie wśród Coccinellinae. W wynikach analizy filogenetycznej Che Lihenga i innych z 2021 roku jako najbliższego krewnego Argentipilosini spośród przebadanych rodzajów wskazano Glomerella, klasyfikowaną tradycyjnie w Sticholotidini. Argentipilosa tworzyć ma z Glomerella klad siostrzany dla plemienia Azyini.

## Morfologia
Chrząszcze o zwartym, owalnym, umiarkowanie wysklepionym ciele długości od 1,8 do 1,95 mm i szerokości od 1,5 do 1,65 mm. Wierzch ciała u A. nigra jest czarny, u A. martinsi zaś rudobrązowy z brązowymi pokrywami o rozmytej, czerwonej przepasce. Spód ciała u A. nigra jest ciemnobrązowy do czarniawego,  u A. martinsi zaś żółtawoczerwony.
Głowa i przedplecze są matowe i niepunktowane, gęsto porośnięte łuskowatymi, srebrzystymi szczecinkami. Nadustek ma pogrubioną, lekko zakrzywioną krawędź przednią i tworzy występy niemal całkowicie dzielące oczy. Czułki mają widoczne od góry podstawy i zwieńczone są czteroczłonowymi, silnie ku szczytowi zwężonymi buławkami. Żuwaczki mają po dwa zęby wierzchołkowe. Ostatni człon głaszczków szczękowych ma prawie równoległe boki. 
Przedplecze ma szeroką i płaską listewkę u podstawy oraz niewygrodzone linią ani listewką kąty przednie. Tarczka wskutek drobnych rozmiarów jest słabo widoczna. Powierzchnia pokryw jest błyszcząca, pokryta licznymi punktami niemal równych rozmiarów. Na spłaszczonych podgięciach pokryw widnieją jamki do chowania ud. Skrzydła tylnej pary są wykształcone. Szerokie przedpiersie wypuszcza ku przodowi płat osłaniający od spodu narządy gębowe. Krótkie odnóża mają nabrzmiałe uda z rowkami na golenie oraz nibytrójczłonowe stopy z niezmodyfikowanymi pazurkami. Przednia para goleni jest silnie rozszerzona, pozostałe natomiast rozszerzone są słabiej.
Na spodzie odwłoka widocznych jest pięć sternitów (wentrytów), z których pierwszy ma niepełne linie udowe, a ostatni piłkowaną krawędź tylną. Aparat kopulacyjny samca jest symetrycznie zbudowany. Genitalia samicy cechują się brakiem infundibulum oraz obecnością gruczołów dodatkowych.

## Rozprzestrzenienie
Rodzaj neotropikalny. Oba gatunki są endemitami Brazylii.